# NGC 388
NGC 388 es una galaxia elíptica de la constelación de Piscis. 
Fue descubierta el 4 de noviembre de 1850 por el astrónomo William Parsons.